# Socialisme autogestionari
El socialisme autogestionari o socialisme d'autogestió és el sistema polític basat en la col·lectivizació i la participació de les diferents comunitats de la vida de la persona en la gestió de comunitats polítiques superiors (Estat, federacions, confederacions, etc.) des dels àmbits més propers a la seva vida quotidiana: empresa, sindicat o partit polític. Les comunitats autogestores de l'Estat, Federació o Confederació serien: 
- Comunitat laboral, representat pels sindicats.
- Comunitat ideològica, representat per partits.
- Comunitat territorial, representats per nacions o nacionalitats de l'Estat, Federació, o Confederació.

Aparegui la comunitat política superior com Estat o no, segons les diferents concepcions anarquistes o comunistes de l'autogestió, aquesta comunitat política serà garant d'un pla econòmic fruit de la participació del treballador i ciutadà en els diferent àmbits de la seva vida. Resulta imprescindible així en els models d'Estat autogestionari dotar-se d'un parlament tricambral o tricameralitat, compost per una cambra baixa o parlament, cambra alta o senat amb una funció de representació territorial i càmera laboral amb la representació sindical. Aquesta visió d'Estat serà rebutjada òbviament pels anarquistes, no en canvi la divisió de la tres comunitats.

## Antecedents
Com a antecedents del socialisme autogestionari es troben en nombroses experiències històriques que demostren que la classe obrera sempre ha lluitat per aquesta idea, tenint molt presents les circumstàncies específiques de cada situació. Aquestes són algunes d'aquestes experiències: 
- La Comuna de París (1871)
- Els soviets russos (1905 i 1917)
- Els consells de treballadors a Alemanya(1918)
- Els consells de fàbrica a Itàlia (1919)
- Les col·lectivitats a Espanya (1936-37)
- Els quibuts israelians (1947)
- Iugoslàvia (1950)
- Els Bhoodan Gramdan indis (1951)
- Polònia (1956)
- Els consells obrers hongaresos (1956)
- Les comunas xineses (1958)
- Algèria (1963)
- La primavera de Praga (1968)
- La Teologia de l'Alliberament (1968)
- El maig francès (1968).

## Socialisme d'autogestió a Espanya
Se sol citar com primera experiència autogestionària en Espanya la protagonitzada pels grups anarquistes a Aragó durant la Guerra Civil. Així mateix són citades com experiències pre-autogestionàries les protagonitzades pels pobles i municipis al llarg de la història amb una fi comunal i que fins i tot sobreviuen avui dia com l'auzolan o treball voluntari per a la comunitat i batzarre o consells comunals a Navarra, o el sistema de concejos.
El socialisme d'autogestió, pròpiament dit, apareix durant la dècada dels 70 quan molts partits d'esquerra adopten el socialisme autogestionari com a alternativa ideològica al socialisme real. També partits nacionalistes d'esquerra, com l'Euskal Sozialista Biltzarrea, un dels fundadors d'Herri Batasuna, abanderen el Socialisme d'autogestió. Actualment a Espanya el socialisme d'autogestió és reivindicat pel Partit Carlí així com pels grups anarcosindicalistes com la CNT i la CGT.

## Socialisme d'autogestió al Món
El Socialisme d'autogestió sorgeix com a alternativa a les experiències del Socialisme real a l'URSS i així serà reivindicat per anarquistes, o comunistes no alineats a l'URSS, com la República Federal Socialista de Iugoslàvia. Per a alguns l'experiència iugoslava sota Tito va ser paradigmàtica respecte a l'autogestió. També Algèria en els 1970 va intentar l'experiència autogestionària. D'alguna manera es troba una tendència similar en els quibuts d'Israel, especialment és els seus orígens. Sindicats com el Front Autèntic del Treball en Mèxic des dels anys 1970 promouen també aquesta proposta. La Projecte de Reforma Constitucional de 2007 a Veneçuela.

## La teoria
- Propietat social dels mitjans de producció a partir de determinats nivells de volum d'ocupació.
- Gestió autònoma per part dels treballadors de la unitat productiva.
- Planificació descentralitzada, desburocratització relativa basada en actuacions estatals de caràcter indicatiu i no jerarquitzat (eliminació d'errades del sector públic)
- La Confederació o òrgan comú dels Estats Confederats només s'ocupa de sectors clau: sistema bancari, Hisenda Pública (Imposició distributiva).
- Sota aquestes condicions es permet inversió estrangera i el mercat en resultats, però corregit, (eliminació d'errades de mercat).
- Dret de cada partit comunista a establir la seva pròpia via cap al socialisme, d'acord amb les condicions socioeconòmiques i característiques nacionals (o regionals) específiques que prevalen en cada país (política de no alineament). Això suposa total independència de cada federació respecte a les altres triades democràticament.
- Canviar el concepte d'internacionalisme proletari (submissió al partit-guia) pel de solidaritat internacionalista.

L'autogestió implica la propietat social dels mitjans de producció i la descentralització màxima de les decisions, la qual cosa no impedeix un acord o connexió amb altres ens superiors que han de ser representatius de la base. L'autogestió total és impossible en un règim capitalista, així com en un règim socialista de planificació central jerarquitzada. Suposa la participació de la base o els seus representants en tots els ens o organismes del nivell superior, els quals es converteixen en unitats socials i administratives lliurement constituïdes, gestionades i coordinades (Es qüestiona per tant la Dictadura del Proletariat encara que es manté la idea de la seva possible utilitat).

## Forma de gestionar l'empresa
- El col·lectiu obrer: format pel conjunt dels treballadors. Òrgan suprem de control i gestió dels treballadors.
- El consell obrer: és triat pel col·lectiu obrer. Aprova el pla general de l'empresa i distribuïx el benefici net. Escull i controla el comitè de gestió.
- Comitè de gestió: dirigeix i organitza el treball, fixa el pla de base de l'empresa, contracta i acomiada treballadors i aplica les lleis socials.
- El director: és triat conjuntament per delegats del comitè de districte i els del consell obrer i forma part del comitè de gestió.

La llibertat de l'empresa autogestionada està limitada per les directrius del pla econòmic elaborat democràticament. Els sindicats han de servir com a element de connexió entre la classe obrera, per a evitar els desequilibris excessius entre les diferents empreses autogestionades a causa de deficiències d'estructura productiva (no de baixa productivitat, dolenta gestió, etc.). A més haurien de representar els treballadors si tenen conflictes amb ens superiors.